# Louise Burgaard
Louise Katharina Vinter Burgaard (Esbjerg, 17 de outubro de 1992) é uma jogadora de handebol dinamarquesa.

## Carreira
Louise Burgaard começou a jogar handebol no pequeno clube Vinding SF quando tinha cerca de cinco anos e mudou em 2006 para Fredericia HK, antes de ingressar no Team Tvis Holstebro via KIF Vejen no verão de 2011. Do Team Tvis Holstebro mudou-se para o Viborg HK em 2013, em 2015 mudou-se para o FC Midtjylland onde jogou por quatro temporadas antes de mudar para o grande clube francês Metz Handball em 2019.
Burgaard jogou em todas as seleções juvenis e esteve nas rodadas finais do EC Sub-17 em 2009, do WC Sub-18 em 2010 e do EC Sub-19 em 2011 – em todas as três rodadas finais, ela foi selecionada para o time de todas as estrelas. Ela fez sua estreia na seleção dinamarquesa A na Copa do Mundo GF de 2011. Quando Camilla Dalby se machucou pouco antes da final da Copa do Mundo daquele ano, Burgaard fez sua estreia na final, embora tenha sido pouco antes de ela também teve que cancelar devido a uma lesão que sofreu na preparação. Acabou não sendo problemático, pelo que a participação na fase final estava garantida.
Ela também foi selecionada para a Copa do Mundo de Handebol Feminino de 2021 na Espanha, que para Burgaard foi sua décima participação na fase final. No torneio ela ganhou a medalha de bronze com a Dinamarca.
Nos Jogos Olímpicos de Verão de 2024, em Paris, conquistou a medalha de bronze no torneio feminino do handebol, após vencer a equipe sueca por 30–25 na disputa pelo terceiro lugar.